# Kemie
Le kemie (en chinois, 克蔑话 (Kèmièhuà), du nom, khə31met53) est une langue môn-khmer parlée  en Chine, dans la préfecture autonome de Xishuangbanna située dans le Sud du Yunnan par 1 000 personnes.

## Classification interne
Le kemie qui est une langue récemment découverte est encore difficilement classée dans l'ensemble des langues môn-khmer.

## Phonologie
Les tableaux présentent les phonèmes vocaliques et consonantiques du kemie.

### Voyelles
|         | Antérieure | Centrale    | Postérieure |
| ------- | ---------- | ----------- | ----------- |
| Fermée  | i [i]      |             | ɯ [ɯ] u [u] |
| Moyenne | e [e]      |             | ɤ [ɤ] o [o] |
| Ouverte | ɛ [ɛ]      | ǎ [ǎ] a [a] | ɔ [ɔ]       |

### Diphtongues
À l'inventaire des voyelles, s'ajoutent douze diphtongues et triphtongues.

### Consonnes
|               |               | Bilabiales | Dentales | Alvéolaires | Alvéolaires | Alvéolaires | Vélaires | Glottales |
| ------------- | ------------- | ---------- | -------- | ----------- | ----------- | ----------- | -------- | --------- |
| Centrales     | Latérales     | Bilabiales | Dentales | Palatales   |             |             | Vélaires | Glottales |
| Occlusives    | Sourdes       | p [p]      |          | t [t]       |             |             | k [k]    | ʔ [ʔ]     |
| Occlusives    | Sourdes asp.  | ph [pʰ]    |          | th [tʰ]     |             |             | kh [kʰ]  |           |
| Occlusives    | Sonores       | b [b]      |          | d [d]       |             |             | g [g]    |           |
| Affriquées    | Affriquées    |            | ts [t͡s]  |             |             | tɕ [t͡ɕ]     |          |           |
| Fricatives    | Sourdes       | f [f]      | θ [θ]    |             |             | ɕ [ɕ]       | ɣ [ɣ]    |           |
| Fricatives    | Sonores       | v [v]      |          |             |             |             |          |           |
| Nasales       | Nasales       | m [m]      |          | n [n]       |             | ɲ [ɲ]       | ŋ [ŋ]    |           |
| Liquides      | Liquides      |            |          |             | l [l]       |             |          |           |
| Semi-voyelles | Semi-voyelles |            |          |             |             | j [j]       |          |           |

### Tons
Le kemie est une langue tonale qui possède sept tons différents.

## Sources
- (zh) Cheng Guoqing, A Brief Introduction of Kemi Language, Minzu Yuwen, 2003,2:70-80.